# ボリス・ロマノヴィチ・ローテンベルク

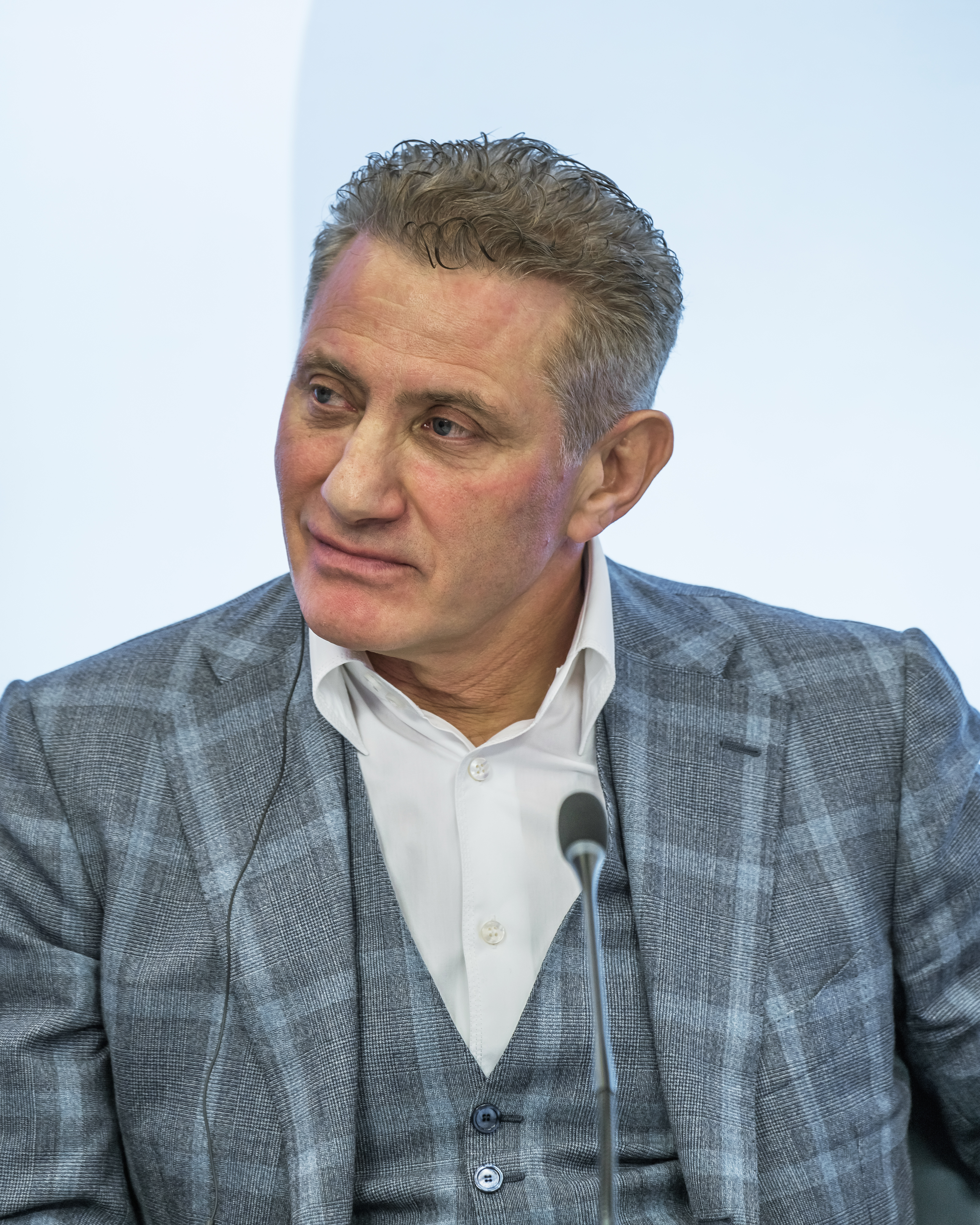

ボリス・ロマノヴィチ・ローテンベルク（ロシア語: Бори́с Рома́нович Ротенбе́рг、ラテン文字表記の例：Boris Romanovich Rotenberg、1957年1月3日 - ）は、ロシアの事業家でオリガルヒの一人である。兄のアルカディ・ローテンベルクと一緒にロシアのガスのパイプラインと電力の供給網の巨大な建設企業であるSGM (Stroygazmontazh、ロシア語: Стройгазмонтаж) グループの共同経営者となっている。フォーブス誌の2010年度版ロシア長者番付上位100人の一人に名前が挙げられた。ロシア連邦大統領のウラジーミル・プーチンの親しい友人であるとされる。
サッカー選手のボリス・ボリソヴィチ・ローテンベルクの父でもある。

## 来歴
ソビエト連邦（ソ連）の都市レニングラード（サンクトペテルブルクの旧称）でユダヤ系のローテンベルク家に生まれ、1968年から1978年にかけての期間、格闘技とりわけ柔道に夢中になり、ウラジーミル・プーチンと一緒に柔道の指南を受けている。彼は柔道でソ連国内のいくつかの賞を受賞している。彼はフィンランドにの首都ヘルシンキで柔道の指導者となり、1998年にサンクトペテルブルクに戻った。
2001年に、彼と兄のアルカディは、ロシア国内の40の都市で100以上の支店を持ち、その内の半分以上がモスクワ地域に展開する「SMP銀行」（SMPは、"ロシア語: Се́верный морско́й путь"(北極海航路の意味)の頭文字から採っている ）を設立した。SMPは、ロシア国外でも900以上のATMを運営している。
ウラジーミル・プーチンとの友人関係を基に、世界最大の天然ガス生産会社の一つであるガスプロムと親密な提携を結んでいる。ローテンベルクは、プーチンのリーダーシップの下で強力なロビー活動を行なうサンクトペテルブルク・コネクションのメンバーの一人である。
彼は50億ユーロにも上るソチオリンピックの20の建設プロジェクトに関わっている。オリンピック公園に多くのスポーツ競技場が建設されたその広大な敷地には、アドレルへと通じる沿岸高速道路にアクセスしている。
2013年から2015年7月17日まで、サッカー・クラブのFCディナモ・モスクワの会長を務めた。ロシア柔道連盟の会長も務める。ローテンベルクの長男のロマン・ローテンベルクはアイスホッケーのクラブチームのSKAサンクトペテルブルクのマーケティング・チーフであり、次男のボリス・ローテンベルクはFCディナモ・モスクワのサッカー選手である。FCディナモ・モスクワの会長を辞めた後、ローテンベルクは別のサッカー・クラブであるFCディナモ・サンクトペテルブルクを買収した。
2014年クリミア危機の結果、バラク・オバマの下でアメリカ合衆国連邦政府は、クリミア大橋の建設にも関わってるローテンベルク兄弟と、セルゲイ・イワノフとゲナディ・ティンチェンコを含むプーチンの近しい友人たちをブラックリストに入れ、彼らの資産凍結を行なった。
2014年3月27日に、VisaとマスターカードはSMP銀行、投資資産銀行及び投資連合銀行との取引停止を実施した。しかし数日後には、その制度はアメリカ合衆国財務省が導入する経済制裁の基準に合致しないことが発表された。欧米の経済制裁に対してプーチン政権は通称「ローテンベルク法」と呼ばれる救済措置をとった。
2022年2月にロシアによるウクライナ侵略が開始されて以降、欧米諸国はウラジーミル・プーチン大統領に近い人物への経済制裁を検討し、3月3日にはアメリカ合衆国よりローテンベルクや兄のアルカディを含む富豪8名とその家族が制裁対象に指定。これはローテンブルクの妻や息子も対象となった。